# 氷 (X-ファイルのエピソード)
「氷」（原題:Ice）は『X-ファイル』のシーズン1第8話で、1993年11月5日にFOXが初めて放送した。

## スタッフ
- 監督：デヴィッド・ナッター
- 脚本：ジェームズ・ウォン、グレン・モーガン

## キャスト

### レギュラー
- デイヴィッド・ドゥカヴニー - フォックス・モルダー特別捜査官
- ジリアン・アンダーソン - ダナ・スカリー特別捜査官

### ゲスト
- ザンダー・バークレー - ホッジ博士、物理学者
- フェリシティ・ハフマン - ナンシー・ダ・シルヴァ博士
- スティーヴ・ハイトナー - デニー・マーフィー博士、地質学者
- ジェフ・コーバー - ベアー、モルダーたちを研究施設まで送り届けたパイロット
- ケン・カージンガー[1] - リヒター博士

## ストーリー
アラスカ州ノーススロープ郡アイシー岬にある研究施設で、地球物理学者たちが殺し合い、残った一人も自殺してしまった。モルダーとスカリーは怪事件を調査するべく、ホッジ博士らとともにその研究施設に急行した。そこには科学者たちの死体が残されていた。死体を調べている最中、モルダーとベアーは犬に襲われた。スカリーは犬の皮膚に小さな黒いこぶがあることに気づくが、それを腺ペストの発症によるものだと判断した。また、スカリーは犬の皮膚の下で何かが動いているのも見つけた。犬にかまれたベアーは体調を崩し、犬と同じような黒いこぶができた。スカリーは科学者たちの死体を解剖するが、黒いこぶは見つからなかった。
マーフィー博士は隕石の衝突によってできたと思われる氷のサンプルを施設内で発見した。それを分析したところ、その氷は25万年前にできたものだと分かった。ベアーが施設から離れるべきだと強く主張する一方、モルダーたちは病原菌を外の世界に持ち出してしまう可能性があると慎重な姿勢をとった。念のためにベアーの便を検査しようとしたところ、ベアーはモルダーに襲い掛かった。何かがベアーの皮膚の下を動いていた。それに気づいたホッジ博士はベアーの首の後ろから幼虫らしきものを摘出するが、その瞬間、ベアーは死んでしまった。天候の悪化とパイロットの死のために、一行は施設から離れられなくなってしまった。
ベアーから摘出された幼虫らしきものはジャーに入れられた。もう一度科学者たちの死体を調べたところ、もう一匹幼虫らしきものが見つかった。モルダーはその虫が地球外生命体であると考え、生きたまま持ち帰ろうとするが、スカリーは感染拡大を防ぐために殺してしまうべきだと主張した。一行は他に感染者がいないかどうか調べるために、お互いの体をチェックした。そのとき、モルダーは犬の黒いこぶが消えていることに気が付く。モルダーは時間が経つとこぶが消えてしまうのではないかという仮説をスカリーに伝えた。その後、モルダーはマーフィー博士が冷凍庫の中でのどを切られて死んでいるのを見つける。スカリーらはモルダーが虫に寄生されマーフィー博士を殺してしまったと思い込み、モルダーを倉庫に閉じ込めてしまった。
虫を調べていたスカリーは、2匹の虫が一緒にいるとお互いを殺してしまうことに気が付く。試しに、1匹の虫を感染した犬の体内に入れると、犬は回復した。スカリーが反対するにも拘らず、ホッジ博士とダ・シルヴァ博士は虫をモルダーの体内に入れようとする。まさにその時、ホッジ博士はダ・シルヴァ博士の皮膚の下で虫が動いていることに気が付く。ホッジ博士とモルダーは抵抗するダ・シルヴァ博士を押さえつけ、虫を体内に入れることに成功する。
ようやく、救助隊が施設に到着した。検疫の結果ダ・シルヴァ博士は隔離され、モルダーたちは帰宅の途に就くことができた。モルダーは虫をさらに調べるべく施設に戻ろうとしたが、施設は政府によって破壊されてしまう。

## 製作

### 脚本執筆
グレン・モーガンはグリーンランドの氷の中から25万年前の人間が発見されたという『サイエンス・ニュース』の記事から本エピソードの着想を得た。地球外生命体の攻撃で壊滅した遠隔地の研究施設という舞台設定は、ジョン・W・キャンベルのSF小説『影が行く』や映画『遊星よりの物体X』（1951年）、『遊星からの物体X』（1982年）と似ている。クリス・カーターはこの3作品が本エピソードに大きな影響を与えたことを認めている。（この3作品においては、登場人物たちは最後までお互いを信用することができなかった。しかし、本エピソードにおいては、最終的にモルダーとスカリーは信頼を取り戻している。）カーターはモルダーとスカリーが敵対したことによって、シリーズの初期に2人の新しい一面を見ることができたと高く評価している。
なお、遠隔地で正体不明の生物に襲われるという設定はシーズン1第20話「闇」など後続のエピソードでも使われた。

### 撮影
セットのデザインを担当したグレアム・マーレイは『遊星からの物体X』を監督したジョン・カーペンターの作品のセットのデザインも担当したことがある人物である。制作費の都合で、本エピソードは1か所でまとめて撮影されたが、それでも予算をオーバーしてしまった。本エピソードは少ないキャストとなるべく簡素な屋内セットを用いて、モルソン（カナダのビール会社）の醸造所跡で撮影された。屋外のシーンは、北極圏の景観と近い自然環境を有するバンクーバーのデルタ・エア公園で撮影された。カーターは「「氷」の舞台は北極にしたかったが、シーズン1製作時の状況ではそれを叶えることができなかったのでアラスカ州を舞台とした」と述べている。
当初、製作会社は蛇にラテックス・スーツを着用させることで虫に見立てようとしたが、その試みは失敗した。その代わりにミールワームが使われることになった。宿主の皮膚の下を虫が這いずるシーンは偽の皮膚の下に虫を入れてそれをワイヤーで引っ張って撮影した。虫がジャーの中を泳いでいるシーンと犬の耳から体内へ入っていくシーンはCGが使用された。虫のシーンは通常であればFOXからカットを命じられるほどの長さになったが、本エピソードにおいてはカットの要請はなかった。
本エピソードは『X-ファイル』でメーキャップ・アーティストのチーフを務めるトビー・リンダラにとって、最初の大仕事となった。
なお、デヴィッド・ドゥカヴニーの飼い犬であったブルーの親犬が本エピソードに登場している。

## シリーズにおける位置づけ
本エピソードはシリーズ全体を通して展開される「ミソロジー」とは直接的に関係しない。しかし、本エピソードは「シーズン2でより多く言及されるようになったエイリアンと政府の陰謀の一端」であるとされている。また、モルダーとスカリーの関係（お互いの信頼に基づく自発的な信頼関係）はホッジ博士とダ・シルヴァ博士の関係（自分たち以外の他者に対する不信によって生じた連携関係）と対照をなしているとの指摘がある。
モーガンとウォンがよく扱う主題が本エピソードでも登場している。それは、アイデンティティーの二面性と人格に対する懐疑である。レスリー・ジョーンズはこの主題を2人が担当した他のエピソードにも見出している。それは以下のようなものである。
- シーズン1第3話「スクィーズに登場するユジーン・ヴィクター・トゥームス

→人間の肝臓を好んで食す一方で、その動物性を見事にコントロールしていた。
- シーズン2第3話「血液」に登場する住人たち

→電気製品と殺虫剤のために狂ってしまったが、もともとは正気だった。
- シーズン2第14話「呪文」に登場する保護者たち

→悪魔崇拝教にはまり、本物の悪魔にも振り回されたが、反省している人もいた。

## 科学的見地から
メリーランド大学カレッジパーク校で生物学を研究するアン・シモンは著書『Monsters, Mutants and Missing Links: The Real Science Behind the X-Files』で本エピソードについて論じており、シモンは「「氷」に登場するような寄生虫は血液脳関門の影響を受けない視床下部に寄生する。」と述べている。

## 評価
1993年11月5日、FOXは本エピソードを初めてアメリカで放映し、1000万人の視聴者（620万世帯）を獲得した。
本エピソードは批評家から高く評価された。マット・ヒューウィッツとクリス・ノールズは本エピソードを「始まって間もない『X-ファイル』というシリーズにとってマイルストーンとなったエピソードだ」と評している。『エンターテインメント・ウィークリー』は本エピソードにA-評価を下し、「緊張感のある、テンポのいい作品だ」としている。『A.V.クラブ』のキース・フィップスは本エピソードにA評価を下し、「キャスト陣は何かにとりつかれたような見事な演技を披露している。」「シーズン1が生み出した素晴らしい1時間だ。」と述べている。。
また、『X-ファイル』の製作に携わった人々も、本エピソードを絶賛している。クリス・カーターは「脚本を担当したモーガンとウォン、そして監督のデヴィッド・ナッターの3人は、このエピソードを通して自分の能力の高さを世に知らしめた。本当に一所懸命に働いてくれたよ。そして、優れた俳優たちもいた。」と述べている。デヴィッド・ナッターは「本当にすばらしかったのは、このエピソードを通してパラノイアの持つ大きな意味を視聴者に提示できたことだ。キャストのアンサンブルも実にいいものだった。僕たちは登場人物の本能的な感情（怒り、恐怖、無理解）を取り上げた。そうした感情がモルダーとスカリーの間に絆を作り出した。これがとても重要なことなんだ。視聴者の身近にある感情が渦巻く地獄への恐怖こそ『氷』のカギとなるものだ。」と語っている。ダナ・スカリーを演じたジリアン・アンダーソンは本エピソードを強く印象に残ったエピソードとし、「数多くの恐怖と妄想が展開されていた。共演者にも恵まれてよかった。」と述べている。